# The Mangler Reborn
Série
The Mangler 2
(2002)
Pour plus de détails, voir Fiche technique et Distribution.
The Mangler Reborn est un film américain réalisé par Erik Gardner et Matt Cunningham et sorti directement en vidéo en 2005. C'est une suite directe de The Mangler (1995), qui était basé sur la nouvelle La Presseuse de Stephen King.

## Synopsis
Hadley est un réparateur qui découvre des morceaux de la presseuse de blanchisserie industrielle Blue Ribbon et la reconstruit. La presseuse prend possession de son esprit et Hadley enlève plusieurs femmes pour nourrir la machine. Deux cambrioleurs pénètrent une nuit chez Hadley.

## Fiche technique
- Réalisation : Erik Gardner et Matt Cunningham
- Scénario : Erik Gardner et Matt Cunningham, d'après La Presseuse de Stephen King
- Photographie : Thaddeus Wadleigh
- Montage : Matthew Cassel
- Musique : Climax Golden Twins
- Sociétés de production : Assembly Line Studios, Barnholtz Entertainment, MEB Entertainment et Mangler Reborn Productions LLC
- Distribution : Lionsgate Films (États-Unis, DVD)
- Pays d'origine :  États-Unis
- Langue originale : anglais
- Genre : horreur
- Durée : 84 minutes
- Dates de sortie : 
  - États-Unis : 29 novembre 2005 (direct-to-video)

## Distribution
- Aimee Brooks : Jamie
- Reggie Bannister : Rick
- Weston Blakesley : Hadley
- Scott Speiser : Mike
- Juliana Dever : Louise Watson
- Sarah Lilly : Beatrice Watson
- Renee Dorian : Gwen
- Rhett Giles : Sean

## Accueil critique
Pour Gilles Esposito, de Mad Movies, le film tourne rapidement au « classique film de serial killer » mais comporte « un honnête suspense » quand les cambrioleurs arrivent sur les lieux. Le site Dread Central lui donne la note de 2,5/5.

## Distinctions
Il a remporté le prix du public au festival du film d'horreur de Chicago.